# Finnország az 1988. évi téli olimpiai játékokon
Finnország a kanadai Calgaryban megrendezett 1988. évi téli olimpiai játékok egyik részt vevő nemzete volt. Az országot az olimpián 7 sportágban 53 sportoló képviselte, akik összesen 7 érmet szereztek.

## Érmesek
| Érem  | Versenyző | Sportág   | Versenyszám        |
| ----- | --- | --------- | ------------------ |
| Arany | Marjo Matikainen | Sífutás   | Női 5 km           |
| Arany | Matti Nykänen | Síugrás   | Egyéni, normálsánc |
| Arany | Matti Nykänen | Síugrás   | Egyéni, nagysánc   |
| Arany | Ari-Pekka Nikkola Matti Nykänen Jari Puikkonen Tuomo Ylipulli | Síugrás   | Csapat             |
| Ezüst | Nemzeti válogatott Timo Blomqvist Kari Eloranta Raimo Helminen Iiro Järvi Esa Keskinen Erkki Laine Kari Laitinen Erkki Lehtonen Jyrki Lumme Reijo Mikkolainen Jarmo Myllys Teppo Numminen Janne Ojanen Arto Ruotanen Reijo Ruotsalainen Simo Saarinen Kai Suikkanen Timo Susi Jukka Tammi Jari Torkki Pekka Tuomisto Jukka Virtanen | Jégkorong | Férfi              |
| Bronz | Marjo Matikainen | Sífutás   | Női 10 km          |
| Bronz | Marja-Liisa Kirvesniemi Marjo Matikainen Pirkko Määttä Jaana Savolainen | Sífutás   | Női 4 × 5 km váltó |

## Alpesisí
Női
| Versenyző      | Versenyszám      | 1. futam      | 1. futam      | 2. futam | 2. futam | Összesítés | Összesítés |
| Versenyző      | Versenyszám      | Idő           | Hely.         | Idő      | Hely.    | Idő        | Helyezés   |
| -------------- | ---------------- | ------------- | ------------- | -------- | -------- | ---------- | ---------- |
| Nina Ehrnrooth | Műlesiklás       | nem ért célba | nem ért célba | kiesett  | kiesett  | kiesett    | kiesett    |
| Nina Ehrnrooth | Óriás-műlesiklás | nem ért célba | nem ért célba | kiesett  | kiesett  | kiesett    | kiesett    |

## Biatlon
| Versenyző                                                 | Versenyszám      | Lövőhiba | Időeredmény | Helyezés |
| --------------------------------------------------------- | ---------------- | -------- | ----------- | -------- |
| Harri Eloranta                                            | 10 km sprint     | 3        | 27:15,2     | 25.      |
| Harri Eloranta                                            | 20 km egyéni     | 7        | 1:05:10,6   | 50.      |
| Arto Jääskeläinen                                         | 20 km egyéni     | 11       | 1:09:29,5   | 58.      |
| Antero Lähde                                              | 10 km sprint     | 3        | 27:59,9     | 42.      |
| Tapio Piipponen                                           | 10 km sprint     | 1        | 26:02,2     | 7.       |
| Tapio Piipponen                                           | 20 km egyéni     | 3        | 58:18,3     | 8.       |
| Juha Tella                                                | 10 km sprint     | 3        | 27:58,3     | 41.      |
| Juha Tella                                                | 20 km egyéni     | 6        | 1:03:39,0   | 38.      |
| Juha Tella Antero Lähde Arto Jääskeläinen Tapio Piipponen | 4 × 7,5 km váltó | 5        | 1:30:54,4   | 12.      |

## Északi összetett
| Versenyző                                     | Versenyszám | Síugrás | Síugrás | Síugrás    | Sífutás   | Sífutás | Összesítés | Összesítés |
| Versenyző                                     | Versenyszám | Pont    | Hely.   | Időhátrány | Idő       | Hely.   | Idő        | Helyezés   |
| --------------------------------------------- | ----------- | ------- | ------- | ---------- | --------- | ------- | ---------- | ---------- |
| Sami Leinonen                                 | Egyéni      | 202,4   | 18.     | +2:54,0    | 40:04,4   | 22.     | 42:58,4    | 17.        |
| Jouko Parviainen                              | Egyéni      | 198,9   | 20.     | +3:17,4    | 41:42,2   | 35.     | 44:59,6    | 33.        |
| Pasi Saapunki                                 | Egyéni      | 193,3   | 28.     | +3:54,7    | 38:49,4   | 9.      | 42:44,1    | 15.        |
| Jukka Ylipulli                                | Egyéni      | 196,7   | 24.     | +3:32,0    | 39:23,6   | 14.     | 42:55,6    | 16.        |
| Pasi Saapunki Jouko Parviainen Jukka Ylipulli | Csapat      | 561,3   | 7.      | +5:42,5    | 1:19:56,3 | 7.      | 1:25:38,3  | 7.         |

## Gyorskorcsolya
Férfi
| Versenyző       | Versenyszám | Eredmény | Helyezés |
| --------------- | ----------- | -------- | -------- |
| Timo Järvinen   | 5000 m      | 6:56,68  | 18.      |
| Timo Järvinen   | 10 000 m    | 14:27,69 | 17.      |
| Pertti Niittylä | 1500 m      | 1:56,48  | 25.      |
| Pertti Niittylä | 5000 m      | 6:55,18  | 16.      |
| Pertti Niittylä | 10 000 m    | 14:26,57 | 15.      |

## Jégkorong
| Finn férfi jégkorongcsapat-játékoskeret                                                                                      | Finn férfi jégkorongcsapat-játékoskeret                                                                                               | Finn férfi jégkorongcsapat-játékoskeret                                                   |
| --- | --- | ----------------------------------------------------------------------------------------- |
| - Timo Blomqvist - Kari Eloranta - Raimo Helminen - Iiro Järvi - Esa Keskinen - Erkki Laine - Kari Laitinen - Erkki Lehtonen | - Jyrki Lumme - Reijo Mikkolainen - Jarmo Myllys - Teppo Numminen - Janne Ojanen - Arto Ruotanen - Reijo Ruotsalainen - Simo Saarinen | - Kai Suikkanen - Timo Susi - Jukka Tammi - Jari Torkki - Pekka Tuomisto - Jukka Virtanen |

### Eredmények
A csoport
| Csapat        | M | Gy | D | V | G+ | G– | Gk  | P |
| ------------- | - | -- | - | - | -- | -- | --- | - |
| Finnország    | 5 | 3  | 1 | 1 | 22 | 8  | +14 | 7 |
| Svédország    | 5 | 2  | 3 | 0 | 23 | 10 | +13 | 7 |
| Kanada        | 5 | 3  | 1 | 1 | 18 | 13 | +5  | 7 |
| Svájc         | 5 | 3  | 0 | 2 | 19 | 10 | +9  | 6 |
| Lengyelország | 5 | 0  | 1 | 4 | 3  | 13 | –10 | 1 |
| Franciaország | 5 | 0  | 0 | 5 | 10 | 41 | –31 | 0 |

| 1988. február 14. | Finnország (FIN) | 1 – 2 (0–2, 0–0, 1–0) | Svájc | Calgary |

|  |  |  |  |  |
|  |  |  |  |  |
|  |  |  |  |  |
|  |  |  |  |  |

| 1988. február 16. | Finnország (FIN) | 10 – 1 (4–0, 4–0, 2–1) | Franciaország | Calgary |

|  |  |  |  |  |
|  |  |  |  |  |
|  |  |  |  |  |
|  |  |  |  |  |

| 1988. február 18. | Kanada (CAN) | 1 – 3 (0–3, 1–0, 0–0) | Finnország | Calgary |

|  |  |  |  |  |
|  |  |  |  |  |
|  |  |  |  |  |
|  |  |  |  |  |

| 1988. február 20. | Svédország (SWE) | 3 – 3 (1–0, 2–2, 0–1) | Finnország | Calgary |

|  |  |  |  |  |
|  |  |  |  |  |
|  |  |  |  |  |
|  |  |  |  |  |

| 1988. február 22. | Finnország (FIN) | 5 – 1 (1–1, 2–0, 2–0) | Lengyelország | Calgary |

|  |  |  |  |  |
|  |  |  |  |  |
|  |  |  |  |  |
|  |  |  |  |  |

Hatos döntő
| 1988. február 24. | Finnország (FIN) | 8 – 0 (3–0, 3–0, 2–0) | NSZK | Calgary |

|  |  |  |  |  |
|  |  |  |  |  |
|  |  |  |  |  |
|  |  |  |  |  |

| 1988. február 26. | Finnország (FIN) | 2 – 5 (0–1, 1–2, 1–2) | Csehszlovákia | Calgary |

|  |  |  |  |  |
|  |  |  |  |  |
|  |  |  |  |  |
|  |  |  |  |  |

| 1988. február 28. | Szovjetunió (URS) | 1 – 2 (0–0, 0–1, 1–1) | Finnország | Calgary |

|  |  |  |  |  |
|  |  |  |  |  |
|  |  |  |  |  |
|  |  |  |  |  |

Végeredmény
A táblázat tartalmazza
- az A csoportban lejátszott
  - Kanada – Finnország 1–3-as,
  - Svédország – Finnország 3–3-as,
  - Kanada – Svédország 2–2-es, valamint
- a B csoportban lejátszott
  - Csehszlovákia – NSZK 1–2-es,
  - Szovjetunió – NSZK 6–3-as és a
  - Szovjetunió – Csehszlovákia 6–1-es mérkőzés eredményeit is.

| Csapat        | M | Gy | D | V | G+ | G– | Gk  | P |
| ------------- | - | -- | - | - | -- | -- | --- | - |
| Szovjetunió   | 5 | 4  | 0 | 1 | 25 | 7  | +18 | 8 |
| Finnország    | 5 | 3  | 1 | 1 | 18 | 10 | +8  | 7 |
| Svédország    | 5 | 2  | 2 | 1 | 15 | 16 | –1  | 6 |
| Kanada        | 5 | 2  | 1 | 2 | 17 | 14 | +3  | 5 |
| NSZK          | 5 | 1  | 0 | 4 | 8  | 24 | –16 | 2 |
| Csehszlovákia | 5 | 1  | 0 | 4 | 12 | 22 | –10 | 2 |

| Csapat     | Helyezés |
| ---------- | -------- |
| Finnország |          |

## Sífutás
Férfi
| Versenyző                                                   | Versenyszám     | Eredmény  | Helyezés |
| ----------------------------------------------------------- | --------------- | --------- | -------- |
| Aki Karvonen                                                | 15 km           | 43:54,5   | 20.      |
| Aki Karvonen                                                | 30 km           | 1:29:49,5 | 19.      |
| Harri Kirvesniemi                                           | 15 km           | 42:42,8   | 8.       |
| Harri Kirvesniemi                                           | 30 km           | 1:26:59,6 | 9.       |
| Harri Kirvesniemi                                           | 50 km           | 2:11:41,8 | 22.      |
| Heikki Kivikko                                              | 50 km           | 2:12:27,1 | 29.      |
| Jari Laukkanen                                              | 15 km           | 44:22,0   | 25.      |
| Jari Laukkanen                                              | 30 km           | 1:35:51,6 | 52.      |
| Jari Räsänen                                                | 15 km           | 45:04,5   | 30.      |
| Kari Ristanen                                               | 30 km           | 1:31:05,2 | 27.      |
| Kari Ristanen                                               | 50 km           | 2:08:08,1 | 7.       |
| Antti Ticklén                                               | 50 km           | 2:18:41,8 | 45.      |
| Jari Laukkanen Harri Kirvesniemi Jari Räsänen Kari Ristanen | 4 × 10 km váltó | 1:48:24,0 | 8.       |

Női
| Versenyző                                                               | Versenyszám    | Eredmény  | Helyezés |
| ----------------------------------------------------------------------- | -------------- | --------- | -------- |
| Eija Hyytiäinen                                                         | 20 km          | 1:02:06,9 | 32.      |
| Marja-Liisa Kirvesniemi                                                 | 5 km           | 15:16,7   | 5.       |
| Marja-Liisa Kirvesniemi                                                 | 10 km          | 30:57,0   | 9.       |
| Marja-Liisa Kirvesniemi                                                 | 20 km          | 58:45,6   | 11.      |
| Pirkko Määttä                                                           | 5 km           | 15:51,8   | 16.      |
| Pirkko Määttä                                                           | 10 km          | 30:52,4   | 7.       |
| Marjo Matikainen                                                        | 5 km           | 15:04,0   |          |
| Marjo Matikainen                                                        | 10 km          | 30:20,5   |          |
| Marjo Matikainen                                                        | 20 km          | 58:50,7   | 12.      |
| Tuulikki Pyykkönen                                                      | 5 km           | 15:38,1   | 12.      |
| Tuulikki Pyykkönen                                                      | 10 km          | 32:37,7   | 29.      |
| Jaana Savolainen                                                        | 20 km          | 1:01:26,8 | 28.      |
| Pirkko Määttä Marja-Liisa Kirvesniemi Marjo Matikainen Jaana Savolainen | 4 × 5 km váltó | 1:01:53,8 |          |

## Síugrás
| Versenyző                                                     | Versenyszám | 1. ugrás | 1. ugrás | 2. ugrás | 2. ugrás | Összesítés | Összesítés |
| Versenyző                                                     | Versenyszám | Pont     | Hely.    | Pont     | Hely.    | Pont       | Helyezés   |
| ------------------------------------------------------------- | ----------- | -------- | -------- | -------- | -------- | ---------- | ---------- |
| Risto Laakkonen                                               | Normálsánc  | 97,2     | 20.      | 86,0     | 37.      | 183,2      | 23.        |
| Ari-Pekka Nikkola                                             | Normálsánc  | 100,2    | 14.*     | 90,5     | 20.      | 190,7      | 15.        |
| Ari-Pekka Nikkola                                             | Nagysánc    | 97,3     | 24.      | 91,7     | 9.*      | 189,0      | 16.        |
| Matti Nykänen                                                 | Normálsánc  | 114,8    | 1.       | 114,3    | 1.       | 229,1      |            |
| Matti Nykänen                                                 | Nagysánc    | 120,8    | 1.       | 103,2    | 1.       | 224,0      |            |
| Jari Puikkonen                                                | Normálsánc  | 105,5    | 6.       | 93,6     | 12.      | 199,1      | 7.         |
| Jari Puikkonen                                                | Nagysánc    | 99,3     | 18.      | 95,3     | 4.       | 194,6      | 11.        |
| Pekka Suorsa                                                  | Nagysánc    | 83,7     | 44.      | 79,7     | 32.      | 163,4      | 38.        |
| Matti Nykänen Ari-Pekka Nikkola Tuomo Ylipulli Jari Puikkonen | Csapat      | 320,3    | 1.       | 314,1    | 2.       | 634,4      |            |

* - egy másik versenyzővel azonos eredményt ért el